# Wolf Benno von Schlegel
Wolf Benno Ludwig von Schlegel (* 21. Februar 1801 in Magdeburg; † 4. September 1860 in Klein-Kommerowe, Landkreis Trebnitz) war ein preußischer Generalleutnant.

## Leben

### Herkunft
Wolf Benno war ein Sohn des preußischen Oberst und Ritter des Ordens Pour le Mérite Leopold von Schlegel (1766–1832) und dessen Ehefrau Albertine, geborene von Kauffberg (1774–1863). Sein Bruder Maximilian Theodor (1809–1863) wurde preußischer Generalmajor.

### Militärkarriere
Schlegel besuchte das Berliner Kadettenhaus und wurde anschließend am 5. Mai 1818 als Sekondeleutnant dem 1. Garde-Regiment zu Fuß der Preußischen Armee überweisen. Bis Mitte April 1839 avancierte er zum Kapitän und Kompaniechef. Mit Patent vom 13. Januar 1827 erfolgte am 7. April 1842 seine Versetzung in das 16. Infanterie-Regiment nach Köln. Unter Beförderung zum Major wurde Schlegel am 22. März 1843 als Kommandeur des II. Bataillons in das 29. Landwehr-Regiment versetzt. Am 13. März 1848 aggregierte man Schlegel dem 1. Garde-Regiment zu Fuß und kommandierte ihn als militärischen Begleiter des Prinzen Friedrich Karl von Preußen. In dieser Stellung nahm er 1848 während des Krieges gegen Dänemark an den Kämpfen bei Schleswig, Oeversee und Flensburg teil. Für Fredericia wurde er mit dem Roten Adlerorden IV. Klasse mit Schwertern ausgezeichnet.
Am 2. Dezember 1848 wurde er von seiner Stellung beim Prinzen entbunden und am 16. Januar 1849 zum Kommandeur des Füsilier-Bataillon im Kaiser Franz Grenadier-Regiment ernannt. Bis Mitte April stieg Schlegel zum Oberstleutnant auf und wurde am 15. April 1852 mit der Beförderung zum Oberst zum Regimentskommandeur ernannt. In dieser Stellung wurde ihm Ende Dezember 1852 das Kommandeurskreuz des österreichischen Leopold-Ordens verliehen. Vom 25. April 1854 bis zum 29. Oktober 1856 fungierte er Kommandeur des Kadettenkorps. Anschließend wurde Schlegel Generalmajor und Kommandeur der 24. Infanterie-Brigade in Neisse. Unter Verleihung des Charakters als Generalleutnant und des Roten Adlerorden II. Klasse mit Eichenlaub und Schwertern am Ringe wurde er am 17. Mai 1859 mit Pension zur Disposition gestellt. Er starb am 4. September 1860 auf Klein-Kommerowe.

### Familie
Schlegel heiratete am 4. März 1844 in Berlin Maria von Rehdiger (1810–1880) aus dem Hause Stiese. Das Paar hatte mehrere Kinder:
- Friedrich Hermann Wolf (* 1845), Sekondeleutnant, später Richter in Amerika
- Johanna Mathilde Marie (1849–1912) ⚭ Max von der Planitz (1834–1910), General der Artillerie
- Elisabeth Marie (* 1846) ⚭ 1867 Arthur von Salisch (1829–1885)[2]